# Мильян Гомес, Эдгар Эусебио
Э́дгар Эусебио Милья́н Го́мес (исп. Édgar Eusebio Millán Gómez; 1967, Мехико — 8 мая 2008, Мехико) — один из руководителей мексиканской полиции, известный своими операциями против мексиканских наркокартелей.

## Биография
После получения высшего образования он начал свою карьеру в мексиканской Федеральной полиции и получил образование в нескольких странах. Стал членом секретариата общественной безопасности Мексики (SSP, Secretaría de Seguridad Pública) и специальным уполномоченным Федеральной полиции Мексики (PFP, Policía Federal Preventiva).
8 мая 2008 года, Эдгар Мильян был застрелен дома в Мехико. Он получил восемь пулевых ранений в грудь и одно — в руку, и умер в госпитале спустя несколько часов Представители разведки заявили, что вероятно убийство Эдгара Мильяна было возмездием на арест 21 января Альфредо Бельтрана Лейвы.
На его похоронах присутствовали официальные лица самого высокого ранга, включая президента Мексики Фелипе Кальдерона и руководителя секретариата обороны Мексики, генерала Гильермо Гальвана Гальвана.